# The Exterminating Angel
The Exterminating Angel (Mordängeln) är en opera i tre akter med musik av Thomas Adès och libretto av Tom Cairns i samarbete med Adès. Operan bygger på filmen Mordängeln från 1962 av Luis Buñuel. Operan, Adès tredje, var ett gemensamt samarbete mellan Festspelen i Salzburg, Royal Opera House, Covent Garden, Metropolitan Opera och  Köpenhamns opera.
Operan hade premiär den 28 juli 2016 på Kleines Festspielhaus i Salzburg.  Det var Adès första samarbete med Salzburgfestivalen, och den framfördes fyra gånger. Den engelska premiären ägde rum på Royal Opera House, Covent Garden, den 24 april 2017. Premiären i Nordamerika gick av stapeln den 26 oktober 2017 på Metropolitan Opera. Till alla dess uppsättningar var Cairns regissör och med dekor och kostymer gjorda av Hildegard Bechtler, ljussättning av Jon Clark, videoinspelning av Tal Yarden, och koreografi av Amir Hosseinpour.
Adès hade visat intresse av att överföra filmen till en opera sedan 2000. Upphovsrättigheterna till filmen och beställningen av Adès andra opera The Tempest, försenade emellertid operans start.
Rollen som Leticia krävde att sopranen Audrey Luna sjöng ett A ovanför höga C, vilken är den högst dokumenterat sjungna tonen i Metropolitans historia." Metropolitanoperan sände premiärföreställningen till biografer över hela världen.

## Personer
| Roller               | Stämma       | Premiärbesättning den 28 juli 2016 Kleines Festspielhaus, Salzburg | Engelsk premiärbesättning den 24 april 2017 Royal Opera House, Covent Garden, London | Nordamerikansk premiärbesättning den 26 oktober 2017 Metropolitan Opera, New York City | Dansk premiärbesättning den 23 mars 2018, Köpenhamns opera |
| -------------------- | ------------ | ------------------------------------------------------------------ | ------------------------------------------------------------------------------------ | -------------------------------------------------------------------------------------- | ---------------------------------------------------------- |
| Edmundo de Nobile    | tenor        | Charles Workman                                                    | Charles Workman                                                                      | Joseph Kaiser                                                                          | Gert-Henning Jensen                                        |
| Lucia de Nobile      | sopran       | Amanda Echalaz                                                     | Amanda Echalaz                                                                       | Amanda Echalaz                                                                         | Gisela Stille                                              |
| Leticia Meynar       | sopran       | Audrey Luna                                                        | Audrey Luna                                                                          | Audrey Luna                                                                            | Kerstin Avemo                                              |
| Leonora Palma        | mezzosopran  | Anne Sofie von Otter                                               | Anne Sofie von Otter                                                                 | Alice Coote                                                                            | Randi Stene                                                |
| Silvia de Avíla      | sopran       | Sally Matthews                                                     | Sally Matthews                                                                       | Sally Matthews                                                                         | Sine Bundgaard                                             |
| Francisco de Avíla   | countertenor | Iestyn Davies                                                      | Iestyn Davies                                                                        | Iestyn Davies                                                                          | Morten Grove Frandsen                                      |
| Blanca Delgado       | mezzosopran  | Christine Rice                                                     | Christine Rice                                                                       | Christine Rice                                                                         | Hanne Fischer                                              |
| Alberto Roc          | baryton      | Thomas Allen                                                       | Thomas Allen                                                                         | Rod Gilfry                                                                             | David Kempster                                             |
| Beatriz              | sopran       | Sophie Bevan                                                       | Sophie Bevan                                                                         | Sophie Bevan                                                                           | Sofie Elkjær Jensen                                        |
| Eduardo              | tenor        | Ed Lyon                                                            | Ed Lyon                                                                              | David Portillo                                                                         | Alexander Sprague                                          |
| Raúl Yebenes         | tenor        | Frédéric Antoun                                                    | Frédéric Antoun                                                                      | Frédéric Antoun                                                                        | Paul Curievici                                             |
| Colonel Álvaro Gómez | tenor        | David Adam Moore                                                   | David Adam Moore                                                                     | David Adam Moore                                                                       | Jens Søndergaard                                           |
| Señor Russell        | baryton      | Sten Byriel                                                        | Sten Byriel                                                                          | Kevin Burdette                                                                         | Simon Wilding                                              |
| Doctor Carlos Conde  | basbaryton   | John Tomlinson                                                     | John Tomlinson                                                                       | John Tomlinson                                                                         | Sten Byriel                                                |
| Julio, butler        | baryton      | Morgan Moody                                                       | Eddie Wade                                                                           | Christian van Horn                                                                     | Simon Duus                                                 |
| Lucas, betjänt       | tenor        | John Irvin                                                         | Hubert Francis                                                                       | John Irvin                                                                             | Magnus Gislason                                            |
| Enrique, servitör    | tenor        | Franz Gürtelschmied                                                | Thomas Atkins                                                                        | Ian Koziara                                                                            | Jens Christian Tvilum                                      |
| Pablo, kock          | baryton      | Rafael Fingerlos                                                   | James Cleverton                                                                      | Paul Corona                                                                            | Magnus Ingemund Kjeldstad                                  |
| Meni, husa           | sopran       | Frances Pappas                                                     | Elizabeth Atherton                                                                   | Mary Dunleavy                                                                          | Sara Madeleine Swietlicki                                  |
| Camila, husa         | mezzosopran  | Anna Maria Dur                                                     | Anne Marie Gibbons                                                                   | Catherine Cook                                                                         | Elisabeth Halling                                          |
| Tjänare              |              |                                                                    |                                                                                      | Andrea Coleman, Marc Persing                                                           |                                                            |
| Padre Sansón         | baryton      | Cheyne Davidson                                                    | Wyn Pencarreg                                                                        | Jeff Mattsey                                                                           | Kyungil Ko                                                 |
| Yoli                 | barnroll     | Leonhard Radhauer                                                  | Jai Sai Mehta                                                                        | Lucas Mann                                                                             | Arthur Zacharias Ulf Greve                                 |
| Musiker              |              |                                                                    |                                                                                      |                                                                                        |                                                            |
| Ondes Martenot       |              | Cynthia Millar                                                     | Cynthia Millar                                                                       | Cynthia Millar                                                                         |                                                            |
| Piano                |              |                                                                    | Finnegan Downie Dear                                                                 | Dimitri Dover                                                                          |                                                            |
| Orkester             |              | Wiens Radiosymfoniker                                              | Orchestra of the Royal Opera House, Covent Garden                                    | Metropolitanoperans orkester                                                           |                                                            |
| Kör                  |              | Salzburger Bachchor (Salzburg Bach Choir)                          | Chorus of the Royal Opera House, Covent Garden                                       | Metropolitanoperans kör                                                                |                                                            |
| Dirigent             |              | Thomas Adès                                                        | Thomas Adès                                                                          | Thomas Adès                                                                            |                                                            |

## Handling
Akt 1
Familjen Nobile väntar middagsgäster i sin villa för att fira operasångerskan Leticia Meynar. Men betjänten Lucas rymmer och butler Julio hindrar honom inte. Husorna Meni och Camila försöker också lämna. Familjen Novile anländer efter att ha bevistat en operaföreställning. När gästerna går in i matsalen passar Meni, Camila och andra tjänare på att smita. Gästerna upprepar sin entré, något som för en stund distraherar Edmundo de Nobile.
Under middagen skålar Nobile för Leticia. När Lucía tillkännager den första rätten spiller servitören ut den på golvet. Lucía beslutar att uppskjuta sina andra 'nöjen', varpå en uppträdande björn och några lamm förflyttas ut i trädgården. Trots Lucías protester lämnar alla tjänarna huset, förutom Julio.
I salongen spelar Blanca piano. Det förlovade paret Eduardo och Beatriz dansar. Leonora flirtar med Dr. Conde, som nekar dansa med henne. I stället kysser hon honom. Conde erkänner för upptäcktsresande Raúl Yebenes att Leonora är allvarligt sjuk och inte har långt kvar att leva. Gästerna prisar Blancas pianospel och uppmanar Leticia att sjunga. Señor Russell protesterar att hon har uppträtt nog för i afton. Flera av gästerna hävdar att de inte tänker lämna rummet förrän hon har sjungit för dem.
Några av gästerna gör sig klara att gå medan Roc somnar. I kapprummet ger Lucía sin hemlige älskare överste Álvaro Gómez en slängkyss. Gästerna blir mer slöa och distraherade. Trots att det är sent gör ingen av dem något försök att gå. Edmundo erbjuder generöst husrum över natten för de som önskar stanna kvar. Russell och Colonel Gómez förfäras över att några av gästerna lättar på kragen men till slut lägger de sig ner också för att sova. Eduardo och Beatriz drar sit tillbaka till ett eget rum för att tillbringa sin första natt tillsammans.
Akt 2
Gästerna vaknar nästa morgon. Silvia säger att hon har sovit dåligt. Conde undersöker Russell och ger honom diagnosen att han är dödssjuk. Julio förväntas laga frukost men rapporterar att inga varor ha anlänt. När Lucía försöker föra några av damerna till sitt sovrum för att fräscha upp sig kan de inte lämna matsalen. Blanca oroar sig för barnen, men inte heller hon eller maken Alberto Roc kan ge sig av. Silvia finner situationen komisk då hon vet att sonen Yoli är i säkerhet med sin lärare Padre Sansón. Julio kommer med kaffe och rester från gårdagens middag. Leticia försöker hindra Julio att gå in i salongen men förgäves. Blanca är desperat medan Raúl inte ser någon anledning att oroa sig. Francisco klagar över att han inte kan rörs om i kaffekoppen. När Julio skickas att hämta kaffeskedar inser han att han är fångad i salongen.
Kvällen kommer. Russells tillstånd har förvärrats och han har fallit i koma och kräver omedelbar vård. När gästerna inser att de inte har något att dricka får de panik. Conde ber om lugn men han verkar ha förlorat kontrollen. Raúl blir mer aggressiv och anklagar Edmundo för situationen. Francisco är hysterisk och kan inte lugnas ned. Russell återfår plötsligt medvetandet och säger lättat att han inte kommer leva länge nog för att uppleva 'utrotning'. Tanken på att dö bland dessa människor, snarare än tillsammans med Eduardo, plågar Beatriz.
Under natten dör Russell. Conde och överste Gómez gömmer liket i garderoben medan Eduardo och Beatriz tittar på i hemlighet. 

Akt 3
Polisen som bevakar villan driver tillbaka en folksamling som samlats utanför. Trots att några bryter genom polisens trupper lyckas ingen ta sig in i huset.
I salongen tar Julio och Raúl sönder en vattenpipa. Gästerna springer desperat omkring för att släcka törsten. Plågar av hunger uppträder alla mer och mer okontrollerat. Blanca kammar bara ena sidan av håret vilket stör Francisco. När Francisco inte kan hitta sina magsårstabletter tror han att någon har gömt dem. Raúl retar Francisco för dennes relation med systern och de två utbyter förolämpningar. Edmundo försöker få dem att hålla fred. Leonora lider svårt och anropar hjälp av Dr Conde och jungfru Maria. Blancas lukt gör Francisco illamående.
Leonora lider av delirium och tycker sig se en avhuggen hand som vandrar runt i rummet. När hon försöker hindra den hugger hon Blanca i handen med en dolk. I garderoben försöker Eduardo och Beatriz döda varandra. Roc misshandlar Leticia, men Raúl anklagar i stället överste Gómez. Edmundo såras under striden. Lammen vandrar in från trädgården
Armén har förklarat villan i karantän. Padre Sansón kommer med Yoli, och folksamlingen kräver att Yoli ska gå in. Uppeggad av folkmassan försöker Yoli går in i villan men lyckas inte.
Gästerna har slaktat lammen och tillreder dem över en provisorisk eld. Leonora återkallar en förnimmelse från gårdagens operaföreställning, och försöker utföra en magisk rit tillsammans med Blanca och Leticia. Riten misslyckas men hon påstår att vad som fattas är oskyldigt blod. Francisco upptäcker Eduardo och Beatriz kroppar i garderoben. Under ett gräl kastar Raúl ut Franciscos pillerask från salongen. Silvia vaggar ett av lammen i sina armar och inbillar sig att hon vyssjar Yoli till sömns.
Björnen kommer in. Gradvis går det upp för gästerna att ett offer krävs för att de ska bli fria, särskilt då Edmundos död. Conde och överste Gómez försöker förgäves få dem att slå idén ur hågen. Edmundo säger att han ska offra sig själv, men Leticia avbryter honom. Hon inser att alla befinner sig just nu på samma plats som i början av denna konstiga fångenskap. Med hennes hjälp upprepar alla tveksamt sina rörelser från förra natten, men av dem agerar felaktigt vid en tidpunkt. Denna förändring gör det möjligt för de andra gå över tröskeln och bryta förbannelsen. Gästerna och folkmassan utanför möts.